# Rockin' for Love
『Rockin' for Love』（ロッキン・フォー・ラヴ）は、椎名へきるの13枚目のオリジナルアルバム。

## 解説
- 前作から1年8か月ぶりとなる通算13枚目のオリジナルアルバム。引き続き木根尚登のプロデュースであるが木根作曲の楽曲は1曲も収録されていない。
- 前作から参加の大坪稔明、中山加奈子、木村建、DAITA及び『Wings of Time』以来の参加となる西脇辰弥。今作で初参加となった人物は宮崎歩、ワダツトム、真崎修、たかはしごう、福士健太郎。
- 35thシングル「Power Of Love」及びその両A面楽曲である「Reborn〜女は生まれ変わる〜」を収録。また1曲目の「Eternal Circle」も先行して今作からシングルカットされた。
- ランティスへのレーベル移籍によりSony Records在籍時における最後のオリジナルアルバムになる。
- 今作では本人の意向でバラード系統の楽曲は収録されていない。

## 収録曲
| #   | タイトル                                                     | 作詞       | 作曲         | 編曲       | 時間 |
| --- | ------------------------------------------------------------ | ---------- | ------------ | ---------- | ---- |
| 1.  | 「Eternal Circle」                                           | 宮崎歩     | 宮崎歩       | 大坪稔明   | 4:08 |
| 2.  | 「WONDER☆RIDER」                                             | 中山加奈子 | 木村建       | 木村建     | 4:18 |
| 3.  | 「Power Of Love」                                            | Satomi     | DAITA        | 大坪稔明   | 3:40 |
| 4.  | 「Reborn〜女は生まれ変わる〜」                               | Satomi     | DAITA        | 大坪稔明   | 4:21 |
| 5.  | 「Starry Night!」                                            | ワダツトム | 真崎修       | 真崎修     | 3:28 |
| 6.  | 「Again-腕の中へ-」                                          | 真崎修     | 真崎修       | 真崎修     | 4:19 |
| 7.  | 「ラブリ♡タイム」(ラジオ『へきる、淳司 NATURE』テーマソング) | ワダツトム | たかはしごう | 大坪稔明   | 3:54 |
| 8.  | 「Driving to Summer」                                        | 椎名へきる | 真崎修       | 真崎修     | 4:10 |
| 9.  | 「September RAIN」                                           | 椎名へきる | 木村建       | 木村建     | 3:49 |
| 10. | 「HOWLING」                                                  | 宮崎歩     | 宮崎歩       | 西脇辰弥   | 3:46 |
| 11. | 「BRAND NEW GAME」                                           | 福士健太郎 | 福士健太郎   | 福士健太郎 | 5:02 |